# Удабно
Удабно (груз. უდაბნო) — село в Грузии. Находится в Сагареджойском муниципалитете края Кахетия. Высота над уровнем моря составляет 750 метров. Население — 597 человек (2014).
Удабно традиционно населяли этнические азербайджанцы. В 1987 году по плану правительства в село были переселены экомигранты из Сванетии. Хотя многие азербайджанские семьи в Удабно тепло приветствовали сванских экомигрантов, новые поселенцы, с молчаливого согласия местных властей, быстро выселили азербайджанцев и разрушили их дома, чтобы они никогда не смогли вернуться .